# Rževskij rajon
Il Rževskij rajon (in russo Ржевский район?) è un rajon dell'Oblast' di Tver', nella Russia europea; il capoluogo è Ržev. Istituito nel 1929, ricopre una superficie di 2760 chilometri quadrati ed ospitava nel 2010 una popolazione di circa 12.000 abitanti.